# Озанян, Нубар
Нубар Озанян (з.-арм. Նուպար Օզանեան, тур. Nubar Ozanyan, псевдоним Орхан Бакырджиян тур. Orhan Bakırcıyan;  1956,  Йозгат, Турция — 14 августа 2017, Эр-Ракка, Сирия)   —  турецкий армянин,  коммунистический политический деятель, член маоистской партии  TKP/ML, партизан, участник многих вооружённых конфликтов. Погиб в ходе боя против группировок «Исламского государства» во время Битвы за Эр-Ракку.

## Биография
Нубар Озанян родился в Йозгат (Турция) в бедной армянской семье. С 1980-х член TKP/ML, принимал участие в некоторых боевых действиях против правительства Турции. Участвовал в палестинской интифаде в рядах НФОП. Принял участие в Первой карабахской войне в 1992 на стороне непризнанной НКР. Участник боевых действиях в Сирии с 2015 года, сражался в рядах TIKKO (боевого крыла TKP/ML) за курдские Отряды народной самообороны (YPG). Погиб 14 августа 2017.

### Личная жизнь
Владел несколькими языками, занимался переводом книг.